# Aïn Ben Khelil
Aïn Ben Khelil es un municipio (baladiyah) de la provincia o valiato de Naama en Argelia. En abril de 2008 tenía una población censada de 10 554 habitantes.
Se encuentra ubicado al oeste del país, en la zona de los montes Atlas, cerca del macizo de Djébel Mekter y el wadi Aïn Séfra.